# Mesosemia praeculta
Mesosemia praeculta is een vlindersoort uit de familie van de prachtvlinders (Riodinidae), onderfamilie Riodininae.
Mesosemia praeculta werd in 1910 beschreven door Stichel.